# Bogusław Woźniak
Bogusław Woźniak (ur. 11 lutego 1938 w Grodnie, zm. 10 sierpnia 2006 w Ottawie) – profesor zwyczajny, projektant wzornictwa przemysłowego.
W 1963 ukończył studia na Wydziale Architektury Wnętrz Akademii Sztuk Pięknych w Warszawie. Był pracownikiem dydaktycznym ASP. Najpierw, w latach 1963-1966 pełnił funkcję kierownika Pracowni Wzornictwa Przemysłowego Zakładów Doświadczalnych. W latach 1966–1971 pracował jako starszy asystent Wydziału Architektury Wnętrz. Od roku 1971 do 1977 był adiunktem Wydziału Projektowania Plastycznego. Był docentem i kierownikiem Katedry Projektowania Wydziału Wzornictwa Przemysłowego. Od roku 1978 sprawował funkcję rzeczoznawca Ministerstwa Kultury i Sztuki w dziedzinie wzornictwa przemysłowego w zakresie przemysłu maszynowego i meblarstwa.
Był członkiem Zespołów Konsultacyjnych ds. Wzornictwa Przemysłowego w Ministerstwie Przemysłu Maszynowego, Ministerstwie Handlu Zagranicznego i Gospodarki Morskiej. Od roku 1963 był również członkiem Związku Polskich Artystów Plastyków (ZPAP). W latach 1971–1977 przewodniczył Zarządowi Sekcji Projektowania Przemysłowego Okręgu Warszawskiego, był przewodniczącym Rady Artystycznej Sekcji Wzornictwa Przemysłowego ZG ZPAP (1977). Profesor zwyczajny, od 1982 wykładowca School of Industrial Design na Carleton University w Ottawie.
Woźniak był sympatykiem skandynawskiego designu i Szkoły z Ulm. Bezpartyjny, aktywny działacz „Solidarności” do 1982. Pasjonat lotnictwa. Miał dwoje dzieci (Marta i Michał).

## Nagrody
- Nagroda Ministra Kultury i Sztuki III stopnia (1970);
- Nagroda Rady Wzornictwa Przemysłowego 1970
- Nagroda Ministra Przemysłu Maszynowego, zespołowa 1972
- Nagroda Rektora Akademii Sztuk Pięknych w Warszawie 1969, 1973, 1975, 1977.

## Najważniejsze projekty
- frezarki narzędziowe FNC-25 1965, FND-25/32 1978
- 3 defektoskopy ultradźwiękowe 1969-73
- system modularnych prefabrykowanych stacji paliw 1973
- zestaw mebli młodzieżowych Teksas 1977
- projektory filmowe 16 i 35mm
- kserokopiarka UK 500 1977-78
- oprawy oświetleniowe 1978